# Christo Fiłczew
Christo Dimow Fiłczew (bg. Христо Димов Филчев; ur. 26 stycznia 1964 w Dimitrowgradzie) – bułgarski zapaśnik walczący w stylu klasycznym. olimpijczyk z Seulu 1988, gdzie zajął siódme miejsce w wadze muszej.
Szósty na mistrzostwach Europy w 1986. Mistrz Europy młodzieży w 1984 i świata w 1985 roku.

## Letnie Igrzyska Olimpijskie 1988
| Konkurencja            | Eliminacje           | Eliminacje                 | Eliminacje         | Eliminacje                   | Eliminacje              | Finały                   | Klas. końcowa |
| Konkurencja            | Przeciwnik I         | Przeciwnik II              | Przeciwnik III     | Przeciwnik IV                | Przeciwnik V            | o 7. miejsce             | Miejsce       |
| ---------------------- | -------------------- | -------------------------- | ------------------ | ---------------------------- | ----------------------- | ------------------------ | ------------- |
| 52 kg w styl klasyczny | Jihad Sharif (JOR) Z | Florentino Tirante (PHI) Z | Erol Kemah (TUR) Z | Aleksandr Ignatienko (URS) P | Atsuji Miyahara (JPN) P | Peter Stjernberg (SWE) Z | 7.            |